# Kula Shaker
Kula Shaker é uma banda britânica de rock psicodélico que alcançou certa fama durante a era britpop. Surgida em 1995, se separaram em setembro de 1999. Reuniram-se novamente em 2004 para apresentações esporádicas que levaram a uma volta aos estúdios.

## História

### Formação (1988-1995)
A origem do Kula Shaker pode ser encontrada em 1988 quando Crispian Mills (neto do Sir John Mills e filho da atriz Hayley Mills com o diretor Roy Boulting) conheceu Alonza Bevan no Richmond College em Surrey. Passaram a tocar em uma banda chamada Objects of Desire que tinha Mills na guitarra, Bevan no baixo, Marcus French na bateria e Marcus Maclaine, então namorado de Hayley Mills.
Em 1993 com o fim da banda, Mills viajou à Índia e, ao voltar, formou uma nova banda, The Kays com Bevan novamente no baixo, o baterista Paul Winterhart e o vocalista Saul Dismont. Durante o primeiro ano, Dismont deixou a banda e o organista Jay Darlington se juntou aos três remanescentes.
A banda mudou de nome e estilo durante o ano de 1995, quando durante uma epifania de Mills na qual deveriam adotar o nome Kula Shaker em homenagem a um dos 12 santos Vaishnavas, o imperador hindu do século IX Kulashekhara, e seguir uma direção mais espiritual no futuro.

### O rompimento (1999)
Em setembro de 1999, a banda anunciou sua separação.
O baterista Paul Winter-Hart se juntou a banda Thirteen:13, que terminou em 2001 com pouco sucesso. Depois, participou da gravação do álbum Strange and Beautiful do músico Aqualung.
Jay Darlington se juntou ao Oasis em 2002 como tecladista durante as turnês.
Alonza Bevan integra o The Healers, nova banda de Johnny Marr, que alcançou algum sucesso, mas que após a entrada de Zak Starkey no Oasis parece ter interrompido suas atividades.
O vocalista Crispian Mills após tocar na sua banda "conceito" Pi, ressurgiu com uma nova banda, The Jeevas, que fez sucesso no Japão, sofreu inúmeros adiamentos em seu terceiro álbum, e parece ter terminado também.
A gravadora Sony BMG lançou uma coletânea com os maiores sucessos da banda, incluindo a última música gravada, uma cover de Ballad of a Thin Man de Bob Dylan.

### O retorno
Em 11 de janeiro de 2006, a banda anunciou seu retorno, tendo feito uma apresentação "secreta" antes do natal de 2005 sob o pseudônimo "The Garcons". No entanto, a volta de Jay Darlington (que participou da turnê 2005-2006 do Oasis) não foi confirmada.

## Integrantes
- Crispian Mills (vocais)
- Alonza Bevan (baixo)
- Paul Winter-Hart (bateria)
- Harry Broadbent (teclado)

### Ex-integrantes
- Jay Darlington (teclado)

## Discografia

### Álbuns
- K (1996)
- Peasants, Pigs, and Astronauts (1999)
- Strange Folk (2007)
- Pilgrims Progress (2010)
- K 2.0 (2016)

### EPs
- Summer Sun EP (1997)
- Revenge of the King (2006)
- Freedom Lovin' People (2007)

### Coletâneas
- Kollected - The Best of (2003)
- Tattva: The Very Best of Kula Shaker (2007)